# Альберт Геддеріх
Альберт Геддеріх (нім. Albert Hedderich, 11 грудня 1957) — німецький академічний веслувальник.
Олімпійський чемпіон 1984 року в складі парної четвірки.